# مخطط الاتصال
يقدم المخطط التالي نظرة عامة ودليلاً موضوعيًا إلى موضوع الاتصال:
الاتصال هو ظاهرة نعتقد جميعًا أننا نستطيع التعرف عليها. ومع ذلك، فإنه لا يوجد اتفاق عام على تعريف واحد له. ويختلف تعريف الاتصال فيما بين المبادئ الأكاديمية والنظريات المختلفة والمدارس والمناهج

## جوهر الاتصال
- نظرية الاتصال
- تواصل تنموي
- معلومة
- نظرية المعلومات
- علم العلامات

## فروع الاتصال

### أنواع الاتصال

#### أنواع الاتصال حسب النطاق
- التواصل بين الثقافات
- اتصال دولي
- تواصل شخصي
- Intrapersonal communication
- اتصال جماهيري
- تواصل غير كلامي
- الاتصال التنظيمي

#### أنواع الاتصال حسب الوضع
- اتصال بواسطة الحاسوب
- محادثة
- بريد
- إعلام
  - كتاب
  - فيلم
  - صحافة
  - News media
  - صحيفة
  - Technical writing
  - فيديو
- اتصال عن بعد   (outline)
  - شفرة مورس
  - البث الإذاعي
  - تلغراف
  - هاتف
  - تلفاز
  - إنترنت
- لسانيات
- كتابة
  - شبكة اجتماعية

### مجالات الاتصال
- دراسات التواصل
- اللغويات المعرفية
- تحليل المحادثة
- Crisis communication
- تحليل الخطاب
- اتصال بيئي
- تواصل صحي
- تواصل شخصي
- لسانيات
- اتصال جماهيري
- Mediated cross-border communication
- الاتصال التنظيمي
- تواصل سياسي
- تداوليات
- إدارة المخاطر
- تواصل علمي
- علم العلامات
- لسانيات اجتماعية

## النظريات والمدارس والمناهج
نظرية الاتصال
- نظرية ترتيب الأولويات
- تحليل المضمون
- Community Structure Theory
- تحليل المحادثة
- Coordinated management of meaning
- النظرية النقدية
- معالجة المعلومات الاجتماعية
- نظرية الغرس الثقافي
- دراسات ثقافية
- سيبرنيطيقا
- إعلان القرار للمتأثرين به
- انتشار المبتكرات
- Elaboration likelihood model
- المنهج الإثني
- Framing
- علم التأويل
- Hypodermic needle model
- Heuristic-Systematic Model
- Hyperpersonal Model
- نظرية المعلومات
- فرضية الفجوة المعرفية
- علم البيئة الإعلامي
- نظرية السرد
- تحليل الشبكة الاجتماعية
- تواصل لاعنفي
- قيادة الرأي
- اقتصاد سياسي
- تهيئة
- Problematic integration theory
- جدلية علائقية
- تفصيل
- نظرية التعلم الاجتماعي
- بناء اجتماعية
- Social Identity model of Deindividuation Effects (SIDE)
- معالجة المعلومات الاجتماعية
- نظرية النفاذ الاجتماعي
- دوامة الصمت
- بنيوية
- نظرية التفاعل الرمزي
- نموذج تقبل التقنية
- تنافر معرفي
- نظرية السلوك المخطط
- نظرية الفعل المعقول
- نظرية تأثير الشخص الثالث
- Two-step flow of communication
- Uses and gratifications
- نظرية خفض الشك

## تاريخ الاتصالات
تاريخ التواصل
- رسوم الكهوف
- بريد
- هليوجراف
- علم اللسانيات التاريخي
- تاريخ الأبجدية
- تاريخ الكتب
- تاريخ علم الحاسوب
- تاريخ الحوسبة (see also خط زمني للحوسبة)
- تاريخ عتاد الحوسبة
- تاريخ الإنترنت
- تاريخ اللغويات
- إعلام
- تاريخ المذياع
- تلغراف
  - تاريخ التلغراف الكهربائي
- هاتف
- تاريخ التلفزيون
- تاريخ الكتابة
- رسم فكري
- أصل اللغة
- نقوش ما قبل التاريخ
- رسم صوري
- لغة بدائية
- خط الإشارة
- إشارة دخانية

## مفاهيم الاتصال العامة

### موضوعات الاتصال العامة
- تواصل ذاتي
- تقمص وجداني
- مهارات البشر
- إقناع
- الدعاية
- خطابة عامة
- قراءة
- بلاغة
- Small-group communication
- حديث
- ترجمة
- كتابة

### شروط الاتصال العامة
- رقابة
- Community structure
- استعمار ثقافي
- ديمقراطية
- جدلية
- فجوة إلكترونية
- حرية الصحافة
- حرية التعبير
- هيمنة
- هوية
- مجتمعات متخيلة
- مجتمع المعلومات
- رأسمالية متأخرة
- إمبريالية إعلامية
- مقطع صرفي
- قومية
- صوت لغوي
- ما بعد الحداثة
- حيز عام
- علم العلامات
- رأس المال الاجتماعي
- شبكة اجتماعية
- سفسطائيون
- صورة نمطية
- وصمة
- مقطع لفظي
- Transactive communication
- Universal service
- صورة تشخيصية

## علماء مجال الاتصال
- تيودور أدورنو
- أرسطو
- رولان بارت
- جريجوري بيتسون
- والتر بنيامين
- كينيث بيرك
- مانويل كاستليس
- شيشرون
- نعوم تشومسكي
- Karl W. Deutsch
- والتر فيشر
- جورج جربنر
- G. Thomas Goodnight
- يورغن هابرماس
- ماكس هوركهايمر
- هارولد إينيس
- رومان ياكوبسون
- Irving Janis
- وينديل جونسون
- D. Lawrence Kincaid
- والتر ليبمان
- Juri Lotman
- نيكلاس لوهمان
- هربرت ماركوزه
- جورج هربرت ميد
- مارشال ماكلوهان
- ديزموند موريس  [لغات أخرى]‏
- Maxwell McCombs
- والتر أونج  [لغات أخرى]‏
- فانس باكارد
- تشارلز ساندرز بيرس
- حاييم بيرلمان
- أفلاطون
- نيل بوستمان
- Nora C. Quebral
- كينتيليان
- إيفور آرمسترونغ ريتشاردز
- إيفرت روجرز
- Wilbur Schramm
- Thomas Sebeok
- كلود شانون
- ديبرا تانن
- James W. Tankard, Jr.
- وارن ويفر
- بوب ودورد